# Vytautas Bacevičius
Vytautas Bacevičius (né le 9 septembre 1905 à Łódź – mort le 15 janvier 1970 à New York) est un compositeur lituanien au langage totalement radical et moderniste. La plupart de ses œuvres sont écrites dans un système atonal. Il a développé une théorie sur la « musique cosmique » et est venu à considérer le dodécaphonisme d'Arnold Schoenberg comme daté, se considérant lui-même comme un héritier d'Alexandre Scriabine, d'André Jolivet et d'Edgar Varèse. 

## Biographie
Bacevičius a étudié à Łódź avec, entre autres, Kazimierz Sikorski puis est allé à Kaunas en Lituanie en 1926. En 1927, il est venu à Paris pour étudier la composition avec Nicolas Tcherepnine. De retour en Lituanie en 1928, il s'est établi comme pianiste, compositeur et enseignant. Il a obtenu la chaire de la section lituanienne de la Société internationale pour la musique contemporaine. Il était en tournée en Argentine en 1939 quand les Allemands ont envahi la Lituanie, l'obligeant à  s'exiler en Amérique. Il s'est établi aux États-Unis en 1940 et a vécu principalement à New York, continuant à donner des récitals mais aussi à enseigner pour survivre.
Bien que né en Pologne, il a adopté la forme lituanienne de son nom (Bacevičius). Il est le fils de Vincas Bacevičius et le frère de la compositrice polonaise Grażyna Bacewicz, à laquelle il a dédicacé sa Seconde Symphonie, Sinfonia della Guerra, en 1940. Bacevičius considérait son œuvre orchestrale comme la part la plus importante de sa production. Il a composé six symphonies en tout ainsi que quatre concertos pour piano, un concerto pour violon et de nombreuses pièces pour le piano.

## Œuvres

### Opéra
- Vaidilutė, opéra, 1931

### Symphonies
- Symphonie no 1, opus 2, 1926
- Symphonie no 2 « Sinfonia de la Guerra », opus 32, 1940
- Symphonie no 3, opus 33, 1944
- Symphonie no 4, opus 54, 1953
- Symphonie no 5, opus 58, 1956
- Symphonie no 6 « Cosmique », opus 66, 1960

### Concertos
- Concerto pour piano et orchestre no 1, opus 12, 1929
- Concerto pour piano et orchestre no 2, opus 17, 1933
- Concerto pour piano et orchestre no 3, opus 67, 1962
- Concerto pour piano et orchestre no 4, opus 74, 1966
- Concerto pour violon, opus 51, 1951

### Quatuors à cordes
- Quatuor à cordes no 1, 1925
- Quatuor à cordes no 2, opus 45, 1947
- Quatuor à cordes no 3, opus 48, 1950
- Quatuor à cordes no 4 / Vision, opus 62, 1956

### Sonates pour piano
- Sonate pour Piano no 1, opus 4, 1926
- Sonate pour Piano no 2, opus 37, 1943
- Sonate pour Piano no 3, opus 52, 1952
- Sonate pour Piano no 4, opus 53, 1953

## Catalogue des œuvres
- opus 1; 1924; Thème et 10 variations, pour piano
- opus 2; 1926; Symphonie no 1
- opus 3; 1926; Prélude, pour piano
- opus 4; 1926; Sonate pour Piano no 1
- opus 5; 1926; Poème contemplation (poème no 1), pour piano
- opus 6; 1926; Poème mystiques (poème no 2)
- opus 7; 1927; Poème astral, (poème no 3), pour piano
- opus 8; 1928; Cosmic poem, pour orchestre
- opus 9
- opus 10; 1929; Poème no 4, pour piano
- opus 11; 1929; Vaidilutė, opéra
- opus 12; 1929; Concerto pour piano et orchestre no 1
- opus 13; 1929; Musique pour Les Fourberies de Scapin de Molière
- opus 14; 1932; Tourbillon de la vie, pour orchestre
- opus 15; 1932; Valse-ballet, pour orchestre
- opus 16; 1932; Poème électrique, pour orchestre
- opus 17; 1933; Concerto pour piano et orchestre no 2
- opus 18; 1932; Premier mot, pour piano
- opus 19; 1933; Études no 1 et no 2, pour piano
- opus 20; 1934; Deux grotesques, pour piano
- opus 21; 1934; Deuxième mot, pour orgue
- opus 22; 1934; Deux chansons lituaniennes, pour orgue
- opus 23; 1934; Legierezza, pour orgue
- opus 24; 1934; Marche funèbre, pour orgue
- opus 25; 1934; Miniature, pour orgue
- opus 26; 1934; Poème de la mer, pour orgue
- opus 27; 1934; Troisième mot, pour piano
- opus 28; 1934; Capriccio, pour piano
- opus 29; 1937; Méditation, pour piano
- opus 30; 1937; Vision, pour piano
- opus 31; 1938; Quatrième mot, pour piano
- opus 32; 1940; Symphonie no 2 (Sinfonia della Guerra)
- opus 33; 1944; Symphonie no 3
- opus 34; 1943; Grande fantaisie-impromptu, pour piano
- opus 35; 1943; Quatre danses lituaniennes, pour piano
- opus 36;
- opus 37; 1943; Sonate pour Piano no 2
- opus 38; 1943; Deux préludes, pour piano
- opus 39; 1944; Fantaisie, pour piano
- opus 40; 1944; Trois préludes, pour piano
- opus 41; 1946; Trois moments, pour piano
- opus 42; 1946; Poème no 5, pour piano
- opus 43; 1947; Étude no 4, pour piano
- opus 44; 1949; Concerto pour piano et orchestre no 3
- opus 45; 1947; Quatuor à cordes no 2
- opus 46; 1948; Toccata perpetuum mobile, pour piano
- opus 47; 1949; Suite pour piano no  1, pour piano
- opus 48; 1950; Quatuor à cordes no 3
- opus 49
- opus 50; 1951; Suite de Printemps, pour piano
- opus 51; 1951; Concerto pour violon
- opus 52; 1952; Sonate pour Piano  no 3
- opus 53; 1953; Sonate pour Piano  no 4
- opus 54; 1953; Symphonie no 4
- opus 55; 1954; Danse fantastique, pour piano
- opus 56; 1954; Chanson triste, pour piano
- opus 57; 1955; Évocations, pour piano
- opus 58; 1956; Symphonie no 5
- opus 59; 1956; Cinquième mot, pour piano
- opus 60; 1956; Suite no 3, pour piano
- opus 61; 1956; Étude no 5, pour piano
- opus 62; 1956; Quatuor à cordes no 4/Vision
- opus 63;
- opus 64; 1958; Suite de Printemps, pour orchestre
- opus 65; 1959; Poème cosmique, pour piano
- opus 66; 1960; Symphonie no 6 (Symphonie cosmique)
- opus 67; 1962; Concerto pour piano et orchestre  no 3 (Symphonie concertante)
- opus 68; 1964; Graphique, pour orchestre
- opus 69;
- opus 70; 1964; Elysium, pour orchestre
- opus 71; 1963; Rayons cosmiques, pour orgue
- opus 72; 1963; Sixième mot, pour piano
- opus 73; 1966; Septième mot, pour 2 pianos
- opus 74; 1966; Concerto pour piano et orchestre no  4
- opus 75; 1966; Trois pensées musicales, pour piano

Sans numéros d'opus :
- 1954 Poème no 6, pour piano
- 1943 Nights from the ocean (voix, piano), texte de Juozas Tysliava
- 1928: At dawn, pour orchestre
- 1925: Quatuor à cordes no 1
- 1914 Podroz (Voyage), pour violon et piano
- 1914 Tanec Djabelski (Danse du Diable), pour violon et piano
- Echoes of war
- Étude no 1, pour piano